# Heidi Zacher
Heidi Zacher (Bad Tölz, 17 marzo 1988) è un'ex sciatrice alpina e sciatrice freestyle tedesca attiva principalmente nello ski cross.

## Biografia

### Stagioni 2004-2010
Heidi Zacher iniziò la sua carriera nello sci alpino: attiva in gare FIS dal gennaio del 2004, non debuttò in Coppa Europa o in Coppa del Mondo né prese parte a rassegne olimpiche o iridate; la sua ultima gara nella disciplina fu lo slalom gigante dei Campionati tedeschi 2009, disputato il 20 marzo a Oberjoch e chiuso dalla Zacher al 41º posto.
Dalla stagione 2008-2009 si è dedicata al freestyle, specialità ski cross: ha debuttato nella disciplina in occasione della gara di Coppa Europa disputata il 21 dicembre a Grasgehren, nella quale ha ottenuto il primo podio nel circuito (2ª), e ha esordito in Coppa del Mondo il 5 gennaio a Sankt Johann in Tirol (17ª). Ai Mondiali di Inawashiro 2009, sua prima presenza iridata, si è classificata al 16º posto; l'anno dopo ai XXI Giochi olimpici invernali di Vancouver 2010, sua prima presenza olimpica, si è piazzata al 20º posto.

### Stagioni 2011-2020
In Coppa del Mondo ha conquistato il primo podio il 19 dicembre 2010 a San Candido (3ª) e la prima vittoria il 7 gennaio 2011 a Sankt Johann in Tirol; ai successivi Mondiali di Deer Valley 2011 è stata 7ª e in quella stagione 2010-2011 si è piazzata al 2º posto nella classifica della Coppa del Mondo di ski cross, a 60 punti dalla vincitrice Anna Holmlund. Il 9 febbraio 2013 ha conquistato a Davos la prima vittoria in Coppa Europa e ai successivi Mondiali di Oslo/Voss 2013 è stata 12ª.
Ai XXII Giochi olimpici invernali di Soči 2014, sua ultima presenza olimpica, si è classificata al 18º posto, mentre nelle successive rassegne iridate di Kreischberg 2015 e Sierra Nevada 2017 si è classificata rispettivamente al 5º e al 4º posto. Il 19 gennaio 2019 ha conquistato a Idre Fjäll l'ultima vittoria, nonché ultimo podio, in Coppa del Mondo e ai successivi Mondiali di Park City 2019, suo congedo iridato, si è piazzata al 17º posto. Ha preso per l'ultima volta il via in Coppa del Mondo il 22 dicembre 2019 a San Candido (11ª) e la sua ultima gara in carriera è stata quella dei Campionati francesi 2020, disputata a Val Thorens il 10 gennaio; inattiva da allora, ha annunciato il ritiro al termine della stagione 2021-2022.

## Palmarès

### Freestyle

#### Coppa del Mondo
- Miglior piazzamento in classifica generale: 6ª nel 2011
- Miglior piazzamento nella classifica della Coppa del Mondo di ski cross: 2ª nel 2011
- 18 podi:
  - 7 vittorie
  - 4 secondi posti
  - 7 terzi posti

##### Coppa del Mondo - vittorie
| Data             | Località              | Paese    | Specialità |
| ---------------- | --------------------- | -------- | ---------- |
| 7 gennaio 2011   | Sankt Johann in Tirol | Austria  | SX         |
| 19 dicembre 2015 | San Candido           | Italia   | SX         |
| 21 dicembre 2016 | San Candido           | Italia   | SX         |
| 22 dicembre 2016 | San Candido           | Italia   | SX         |
| 4 febbraio 2017  | Feldberg              | Germania | SX         |
| 21 dicembre 2017 | San Candido           | Italia   | SX         |
| 19 gennaio 2019  | Idre Fjäll            | Svezia   | SX         |

Legenda:

SX = ski cross

#### Coppa Europa
- Miglior piazzamento nella classifica di ski cross: 8ª nel 2013
- 4 podi:
  - 2 vittorie
  - 2 secondi posti

##### Coppa Europa - vittorie
| Data             | Località   | Paese    | Specialità |
| ---------------- | ---------- | -------- | ---------- |
| 9 febbraio 2013  | Davos      | Svizzera | SX         |
| 10 febbraio 2019 | Grasgehren | Germania | SX         |

Legenda:

SX = ski cross

#### Campionati tedeschi
- 1 medaglia:
  - 1 oro (ski cross nel 2019)